# Александър Дамянов
Александър Георгиев Дамянов е български офицер, генерал-майор, участник в Балканските войни (1912 – 1913), командир на дружина от 87-и пехотен полк през Първата световна война (1915 – 1918), началник на отделение в Главното интендантство (1930).

## Биография
Александър Дамянов е роден на 30 септември 1879 г. в Свищов. Учи в родния си град. На 1 януари 1900 г. завършва Военното на Негово Княжеско Височество училище и е произведен в чин подпоручик. От 2 септември 1903 г. е поручик, а от 1 януари 1908 г. – капитан. Взема участие в Балканската (1912 – 1913) и Междусъюзническата война (1913). Служи в 9-и резервен, 33-и пехотен свищовски и 20-и пехотен добруджански полкове.
По време Първата световна война (1915 – 1918) служи като командир дружина от 87-и пехотен полк, като на 1 март 1916 г. е произведен в чин майор, а на 27 февруари 1918 г. в чин подполковник. „За отличия и заслуги през втория период на войната“ е награден с Орден „Св. Александър“, V степен, с мечове в средата.
След войната служи като началник на Бургаското окръжие, през 1922 г. е назначен на служба като интендант на 8-и пехотен приморски полк, а по-късно същата година е изпратен да служи в 22-ри пехотен тракийски полк. На 30 януари 1923 г. е произведен в чин полковник. През 1925 г. е назначен на служба в Главното интендантство, през 1930 г. е назначен за началник на отделение в същото, по-късно същата година е произведен в чин генерал-майор и уволнен от служба.
Генерал-майор Александър Дамянов умира през 1964 година.

### Семейство
Александър Дамянов е женен и има 2 деца.

## Военни звания
- Подпоручик (1 януари 1900)
- Поручик (2 септември 1903)
- Капитан (1 януари 1908)
- Майор (1 март 1916)
- Подполковник (27 февруари 1918)
- Полковник (30 януари 1923)
- Генерал-майор (1930)

## Награди
- Орден „Св. Александър“, V степен, с мечове в средата (1921)